# Karsewo
Karsewo (prononciation : [karˈsɛvɔ]) est un village polonais de la gmina de Niechanowo dans le powiat de Gniezno de la voïvodie de Grande-Pologne dans le centre-ouest de la Pologne.
Il se situe à environ 6 kilomètres au sud de Niechanowo (siège de la gmina), à 15 kilomètres au sud-est de Gniezno (siège du powiat) et à 54 kilomètres à l'est de Poznań (capitale régionale).
Le village possédait une population de 120 habitants en 2006.

## Histoire
De 1975 à 1998, le village faisait partie du territoire de la voïvodie de Poznań.

Depuis 1999, Karsewo est situé dans la voïvodie de Grande-Pologne.